# Steffen Olsen
Steffen Olsen (30 de enero de 1983) es un deportista danés que compite en tiro, en la modalidad de rifle.
Ganó tres medallas en el Campeonato Mundial de Tiro, en los años 2018 y 2022, y cuatro medallas en el Campeonato Europeo de Tiro, en los años 2021 y 2022.
En los Juegos Europeos de Bakú 2015 consiguió una medalla de plata en la prueba de rifle 10 m mixto.

## Palmarés internacional
| Campeonato Mundial | Campeonato Mundial       | Campeonato Mundial | Campeonato Mundial            |
| Año                | Lugar                    | Medalla            | Prueba                        |
| ------------------ | ------------------------ | ------------------ | ----------------------------- |
| 2018               | Changwon (Corea del Sur) | Medalla de oro     | Rifle en pos. tendida 50 m    |
| 2022               | El Cairo (Egipto)        | Medalla de oro     | Rifle estándar 300 m          |
| 2022               | El Cairo (Egipto)        | Medalla de plata   | Rifle 3 posiciones 50 m mixto |
| Juegos Europeos    |                          |                    |                               |
| Año                | Lugar                    | Medalla            | Prueba                        |
| 2015               | Bakú (Azerbaiyán)        | Medalla de plata   | Rifle 10 m mixto              |
| Campeonato Europeo |                          |                    |                               |
| Año                | Lugar                    | Medalla            | Prueba                        |
| 2021               | Osijek (Croacia)         | Medalla de oro     | Rifle 3 posiciones 300 m      |
| 2021               | Osijek (Croacia)         | Medalla de plata   | Rifle en pos. tendida 300 m   |
| 2022               | Breslavia (Polonia)      | Medalla de oro     | Rifle en pos. tendida 300 m   |
| 2022               | Breslavia (Polonia)      | Medalla de bronce  | Rifle 3 posiciones 50 m mixto |